# Châteaubleau
Châteaubleau là một xã ở tỉnh Seine-et-Marne, thuộc vùng Île-de-France ở miền bắc nước Pháp.

## Dân số
Người dân ở đây được gọi là Castelblotins.
Điều tra dân số năm 1999, there were 263 người.